# Ghostbusters: Sanctum of Slime
Ghostbusters: Sanctum of Slime es un videojuego de acción cooperativo desarrollado por Behavior Santiago y publicado por Atari. El juego cuenta con un modo cooperativo para cuatro jugadores en el cual los jugadores controlarán a los Cazafantasmas para derrotar a los enemigos. Fue lanzado en marzo de 2011 para Microsoft Windows, PlayStation 3 y Xbox 360.

## Jugabilidad
Muchas de las cinemáticas se presentaron como si hubieran sido extraídas de un cómic, con subtítulos en forma de burbuja.

## Trama
En el año 2010 a. C., en una isla que luego se convertiría en Manhattan, un gran grupo se había reunido para el funeral de una deidad llamada Dumazu el Destructor. Un artefacto llamado la Reliquia de Nilhe se rompió y se cree que reunir la Reliquia reviviría al dios. En el año 1954 d. C., los trabajadores de mantenimiento de la ciudad de Nueva York desentierran uno de los fragmentos y es colocado en un museo.
Ismael McEnthol es ingresado en el hospital psiquiátrico de Parkview por sufrir extraños delirios y horribles alucinaciones de Dumazu. Más tarde, Janosz Poha, de la película Los Cazafantasmas II, es ingresado en el hospital, se encuentra con McEnthol y se hacen amigos; McEnthol hace un trato por el cual le daría a Dana Barrett a cambio de robar el fragmento. Después de su liberación, Janosz roba el fragmento mientras trabaja en el museo, pero, cuando regresa a Parkview, lo traicionan y lo dejan en el hospital. McEnthol se queda con el fragmento y usa un alias: Dr. Michael Tesmon. Mientras tanto, Janosz se vuelve loco por poseer el fragmento.
Los antiguos Cazafantasmas publican un anuncio y reúnen a un equipo de nuevos Cazafantasmas: Alan, Gabriel, Bridget y Samuel. Para su primera misión, en el Hotel Sedgewick, buscan y capturan al fantasma del exjefe de cocina del hotel, LeBlog. Luego van a Parkview, donde conocen al Dr. Tesmon, quien explica que Janosz se ha vuelto loco después de tomar posesión del fragmento. Los fantasmas ya han tomado el hospital. Los Cazafantasmas analizan el fragmento y eliminan a algunos de los fantasmas. El jefe, una construcción psicoquinética de equipo de electrochoque, los abruma. Después de retirarse a las alcantarillas, luchan contra «Mood Slime», y finalmente se enfrentan a uno gigante.
Los Cazafantasmas llaman a Geoff, que conduce el Ecto 4WD. La parte superior del Ecto es una plataforma donde los Cazafantasmas pueden luchar contra los fantasmas mientras el coche viaja por las calles de la ciudad. El coche se avería, pero siguen luchando. Después de reparar el vehículo, Geoff los lleva a la estación de metro. Los Cazafantasmas luchan contra The Subway Smasher, un monstruo formado a partir de trenes del metro. Después de la pelea, los Cazafantasmas se enteran de que el monstruo cobró vida a partir de un fragmento de artefacto.
Mientras el Ecto 4WD está atascado, Geoff les dice a los Cazafantasmas que caminen de regreso a la sede para reunirse con los Cazafantasmas superiores y Janosz. Los Cazafantasmas toman un atajo a través del cementerio de St. Joseph, donde se encuentran con «Snobies» (zombis mocosos) y gárgolas. Descubren una señal que controla a las gárgolas y la rastrean hasta un círculo de cultivo en el centro del cementerio, donde luchan contra una gran gárgola llamada Grotesque.
En la sede, Janosz explica cómo lo engañaron para que le diera su fragmento a McEnthol. Egon y Gabriel sospechan que los fragmentos se atraen entre sí como imanes y que pueden usar esa información para localizar las piezas restantes. El siguiente fragmento que se encuentra está en el Hotel Sedgewick, pero unos fantasmas piromaníacos llamados Nocnitse han incendiado el hotel. Los Cazafantasmas se abren paso a través del hotel y finalmente capturan al líder de los Nocnitse, recogiendo otro fragmento.
Geoff conduce a los Cazafantasmas de regreso a la sede, pero en el camino luchan contra más fantasmas que se sienten atraídos por los fragmentos, incluidas las gárgolas del cementerio y el Mood Slime que se ha filtrado a través de las grietas de las calles. La calle se derrumba y los Cazafantasmas continúan a pie por las alcantarillas donde luchan contra las Manifestaciones Arácnidas (arañas fantasma) y una Reina Araña. También vuelven a visitar un cementerio donde luchan contra una efigie de tumba gigante que anima estatuas. Después de derrotar a la tumba, los Cazafantasmas encuentran otro fragmento. Regresan a la sede, pero descubren que los cuatro fragmentos que han recolectado se han ensamblado solos y regresan a Parkview en busca de Tesmon.
En Parkview, los Cazafantasmas luchan contra los jefes anteriores (excepto el Subway Smasher). Descubren que el Dr. Tesmon es Ismael McEnthol, el Cultista que busca reunir la Reliquia de Nilhe, y que los monstruos jefes que han derrotado dos veces en realidad estaban tratando de detenerlo. McEnthol realiza un ritual que revive a Dumazu, con él mismo como anfitrión. Se transporta a sí mismo y a los Cazafantasmas al Mundo Fantasma para la batalla final, que es contra McEnthol y luego contra Dumazu.
Después de la derrota del jefe final, los Cazafantasmas celebran. Janosz también llega y se disculpa por sus acciones.

## Recepción
El juego recibió «críticas generalmente desfavorables» en todas las plataformas, de acuerdo con el sitio web agregador de reseñas Metacritic.
Desde su lanzamiento, la versión para Xbox 360 vendió 44.065 unidades en todo el mundo a fines de 2011.